# Teodoro Creus y Corominas
Teodoro Creus y Corominas (Barcelona, 1827-Villanueva y Geltrú, 1921) fue un político, jurista, académico e historiador español.

## Biografía
Nacido en 1827 en Barcelona, estudió la carrera de abogado en la Universidad literaria de su ciudad natal. En 1853 fue nombrado vocal de la Junta de Instrucción primaria de Barcelona, y en 1855 diputado provincial, y en calidad de tal formó parte de la Junta de Moneda del Principado y de la de Instrucción pública, y fue comisionado por la Diputación Provincial de Barcelona cerca del Gobierno para tratar de la cuestión obrera.  Habiendo trasladado su domicilio a Villanueva y Geltrú, desempeñó en dicha localidad el  cargo de alcalde en dos bienios, el de asesor de Marina y juez municipal, y el de presidente del Ateneo, y la dirección del Sindicato de defensa contra la filoxera, del que fue fundador.
Fue miembro correspondiente de las Reales Academias de la Historia y de San Fernando, de Madrid, y de la de Buenas Letras de Barcelona, además de presidente de la Subdelegación del Instituto Agrícola Catalán de San Isidro. Falleció hacia finales de agosto de 1921 en Villanueva y Geltrú.
Colaboró la Revista Frenológica dirigida por Magín Pers y Ramona, en La Renaixensa, en el Boletín de la Associació d' excursions  catalanas, en la Revista del Instituto Agrícola Catalán de San Isidro y en L'Art del Pagés. En La Renaixensa publicó varios artículos bajo el título de «Cosas que passan, quals recorts se esborran», que comprendían noticias sobre sucesos ocurridos en Barcelona desde 1827 á 1843, y otros sobre antigüedades. También redactó para el Album pintoresch monumental de Catalunya una monografía sobre el monasterio de Santes Creus, y para el Diario de Villanueva y Geltrú varias poesías y artículos. 

## Obras
- Felipe II y su siglo (1852).[1]
- Discurso inaugural del Ateneo de Villanueva y Geltrú (1877).[1]
- Estudio comparativo de las opiniones y sistemas de los principales autores sobre viticultura y vinificación (1873).[1]
- El porvenir de los pueblos católicos, por el barón de Haulleville (1877). Traducción.[1]
- La Arqueologia y la Biblia (1883).[1]
- Bosquejo histórico de la parte que tomaron en la lucha general contra el feudalismo, en los siglos XIII, XIV y XV, los hombres y Universidades de los castillos de Geltrú y Cubells y del lugar intermedio de Vilanová (1883).[1]
- Santas Creus, descripción artística de este famoso monasterio y noticias históricas referentes al mismo y á los reyes y demás personas nobles sepultadas en su recinto (1884).[1]
- El pasado, el presente y el probable porvenir de Villanueva y Geltrú (1886).[1]
- Un golpe de Estado hasta aquí desconocido en la historia de Cataluña (1888).[1]
- Ventajas de la enseñanza obligatoria y condiciones que debe reunir para producirlas (1888).[1]